# Jack Iroga
Jack Iroga (ur. 29 września 1986) – salomoński lekkoatletaspecjalizujący się w biegach sprinterskich, uczestnik Mistrzostw Świata 2009 w Berlinie (wziął tam udział w biegu na 100 metrów – zajął 69. miejsce).

## Rekordy życiowe
- Bieg na 60 metrów – 7,35 (Doha, 2010)
- Bieg na 100 metrów – 10,93 (Apia, 2007)
- Bieg na 200 metrów – 23,27 (Cairns, 2010)